# Leonid Mielnikow (narciarz)
Leonid Wasiljewicz Mielnikow (ros. Леонид Васильевич Мельников; ur. 9 grudnia 1965) – rosyjski narciarz alpejski reprezentujący ZSRR, dwukrotny medalista mistrzostw świata juniorów.

## Kariera
Po raz pierwszy na arenie międzynarodowej Leonid Mielnikow pojawił się w 1982 roku, startując na mistrzostwach świata juniorów w Auron. Zajął tam 38. miejsce w zjeździe, a rywalizację w slalomie ukończył na siódmej pozycji. Podczas rozgrywanych rok później mistrzostw świata juniorów w Sestriere zdobył dwa medale. Najpierw zajął trzecie miejsce w slalomie, w którym wyprzedzili go tylko Rok Petrovič z Jugosławii oraz Szwed Magnus Berg. Następnie zwyciężył w kombinacji, wyprzedzając bezpośrednio Francuza Luca Alphanda i kolejnego Jugosłowianina, Tomaža Čižmana. Na tej samej imprezie był też między innymi dziewiąty w slalomie gigancie. Kilkukrotnie startował na mistrzostwach świata, jednak nie osiągał sukcesów. Mielnikow nigdy nie wywalczył punktów do klasyfikacji generalnej w zawodach Pucharu Świata. Nigdy też nie startował na igrzyskach olimpijskich.
W 1991 roku zakończył karierę. Pracował następnie jako trener, był też wiceprezesem i prezesem Rosyjskiej Federacji Narciarskiej. W 2010 roku został trenerem reprezentacji Rosji w narciarstwie alpejskim.

## Osiągnięcia

### Mistrzostwa świata juniorów
| Miejsce | Dzień   | Rok  | Miejscowość | Konkurencja | Czas biegu  | Strata  | Zwycięzca      |
| ------- | ------- | ---- | ----------- | ----------- | ----------- | ------- | -------------- |
| 38.     | 4 marca | 1982 | Auron       | Zjazd       | 1:36,11 min | +5,05 s | Franck Piccard |
| 7.      | 7 marca | 1982 | Auron       | Slalom      | 1:27,89 min | +2,04 s | Johan Wallner  |
| 22.     | 2 marca | 1983 | Sestriere   | Zjazd       | 1:24,24 min | +3,67 s | Luc Alphand    |
| 3.      | 4 marca | 1983 | Sestriere   | Slalom      | 1:36,81 min | +0,73 s | Rok Petrovič   |
| 9.      | 5 marca | 1983 | Sestriere   | Gigant      | 2:15,25 min | +3,49 s | Johan Wallner  |
| 1.      | 5 marca | 1983 | Sestriere   | Kombinacja  | ?           | -       | -              |